# Mus cookii
Mus cookii (Миша Кука) — вид роду мишей (Mus).

## Поширення
Країни поширення: Бангладеш, Бутан, Китай, Індія, Лаос, М'янма, Непал, Таїланд, В'єтнам. Висота проживання: від приблизно 50 до 2500 м над рівнем моря.

## Екологія
Він присутній у різних типах первинних і вторинних лісів. 